# Kąkolewo (gromada w powiecie leszczyńskim)
Kąkolewo – dawna gromada, czyli najmniejsza jednostka podziału terytorialnego Polskiej Rzeczypospolitej Ludowej w latach 1954–1972.
Gromady, z gromadzkimi radami narodowymi (GRN) jako organami władzy najniższego stopnia na wsi, funkcjonowały od reformy reorganizującej administrację wiejską przeprowadzonej jesienią 1954 do momentu ich zniesienia z dniem 1 stycznia 1973, tym samym wypierając organizację gminną w latach 1954–1972.
Gromadę Kąkolewo z siedzibą GRN w Kąkolewie utworzono – jako jedną z 8759 gromad na obszarze Polski – w powiecie leszczyńskim w woj. poznańskim, na mocy uchwały nr 28/54 WRN w Poznaniu z dnia 5 października 1954. W skład jednostki weszły obszary dotychczasowych gromad Dobramyśl, Frankowo i Kąkolewo ze zniesionej gminy Osieczna oraz obszar dotychczasowej gromady Nowawieś ze zniesionej gminy Rydzyna w tymże powiecie. Dla gromady ustalono 20 członków gromadzkiej rady narodowej.
1 lipca 1968 z gromady Kąkolewo wyłączono miejscowość Nowawieś, włączając ją do gromady Rydzyna w tymże powiecie.
4 lipca 1968 gromadę zniesiono, a jej obszar włączono do gromady Osieczna w tymże powiecie.